# Beteende
Beteende syftar på handlingar, uppförande eller reaktioner av en individ, och även det vi känner och tänker  vanligtvis menas särskilt människors sätt att vara och förhålla sig till sin omgivning, tillfälligt men oftare i allmänhet. Beteendevetenskap är en del av samhällsvetenskaperna.

## Biologi
Beteenden kan vara medvetna eller omedvetna, synliga eller dolda och frivilliga eller ofrivilliga. Beteenden är biologiskt sett kopplade till endokrina systemet, och nervsystemet, och sociologiskt till personligheten, uppfostran och betingning. Beteendens komplexitet hos en organism är relaterat till komplexiteten i nervsystemet. Generellt kan sägas att ju mer komplext ett nervsystem är hos en individ desto större är möjligheten att lära sig mer komplicerade reaktioner och på så sätt, genom självreflektion, ändra sitt beteende.
Beteenden kan antingen vara medfödda eller inlärda. Men aktuell forskning inom Human Microbiome Project pekar på en möjlighet att mänskligt beteende kan kontrolleras av sammansättningen av det mikroba beståndet inom en mänsklig kropp.
Mer generellt kan beteende anses vara vilken handling som helst där en organism förändrar sin relation till dess miljö; beteende modifierar handlingsramen med vilken organismen interagerar med miljön.

## Psykologi
Beteendet hos människor (och andra organismer eller till och med mekanismer) brukar värderas i till exempel normala och onormala beteenden. Vad som anses vara ett acceptabelt beteende styrs av sociala normer och kontrolleras via olika former av social kontroll. För beteenden hos människor se mänskligt beteende. Djurs beteende studeras inom jämförande psykologi, etologi, beteendeekologi och sociobiologi. Enligt moraliska värderingar, kan mänskligt beteende också bero av det gemensamma, vanliga, ovanliga, acceptabla eller oacceptabla beteendet hos andra.
Beteende blev en viktig komponent inom psykologin i början av 1900-talet med tillkomsten av det paradigm som senare blev känt som behaviorism. Behaviorism var en reaktion mot "fakultets" psykologin som påstods se in i eller förstå människans hjärna, utan vetenskapliga prövning. Behaviorism insisterade på att endast arbeta med vad som kan ses eller manipuleras, och enligt John B. Watson (en av grundarna), att inte spekulera i vad som orsakar beteendet. Senare förändringar av Watsons perspektiv och klassisk betingning (se Ivan Pavlov) ledde till uppkomsten av operant betingning eller radikal behaviorism, en teori som förespråkas av Frederic Skinner, som dominerade den akademiska diskussionen under hela 1950-talet och blev för många synonymt med "behaviorism".
För studier av beteende avnvänds ethogram.

## Andra forskningsområden
Beteende utanför psykologis område omfattar fysiska egenskaper och kemiska reaktioner.